# 内功
内功（ないこう）は、中国の大衆小説である武俠小説において使われる言葉で、内家功夫、いわゆる気功とチャクラなどを指す。攻撃、防御、治療など様々な用途に用いられ、武術の基礎をなすものと位置づけられている。対義語としては外功がある。
内功は、体内から生み出される気である内力（内勁ともいう）を使う技で、呼吸、血流など、身体の内部機能を鍛錬し、全身の経絡を巡る内息（真気、気）を自在に操るもの。これを体外に放出することで、攻撃や治療などに用いることができる。点穴の技はその応用である。「柔よく剛に克ち、静よく動を制す」を要諦とし、比較的現実に即した、一般的な武術の技である外功より一段高く位置づけられる傾向があり、内功の裏打ちがなければ十分な威力が発揮できないとされることが多い。
内功を強化するためには通常は修行によってしか方法はないが、武俠小説では霊薬や特殊な動物の血を飲むなどするシーンが描かれている。
内功が至高の境地に達すれば、いかなる攻撃にも傷つかず、素手で岩を割ったり、木剣で鉄を貫き、更には毒の解毒までが可能とされる。このような物理学を無視した摩訶不思議な効力を持つ内功は、武俠小説における荒唐無稽な武術の説明に用いられ、独自の武学理論を形成している。